# سلطان مجيد أفندييف
سلطان مجيد أفندييف (بالأذرية: Sultan Məcid Əfəndiyev)‏؛ (بالروسية: Султан Меджид Эфендиев)‏، (26 مايو 1887-21 أبريل 1938) كان ثوريًا ورجل دولة أذري، وأحد مؤسسي الحزب الشيوعي الأذربيجاني.

## الحياة
ولد أفندييف في شماخى فيما يُعرف اليوم بأذربيجان باعتباره ابن بائع، وشارك في الحركة الثورية لأذربيجان — التي كانت في ذلك الوقت تابعة للإمبراطورية الروسية — ابتداءً من عام 1902. وفي عام 1904، أصبح عضواً في حزب حزب العمال الديمقراطي الاشتراكي الروسي. كان أفندييف أحد منظمي حزب هاميت وقام بدور نشط في الثورة الروسية عام 1905.
وبعد دراسته في قسم الطب بجامعة قازان، تأهل أفندييف كطبيب عام 1915. وبعد ثورة فبراير عام 1917، أصبح عضوًا في مجلس باكو، ولجنة هاميت، ولجنة حزب العمال الديمقراطي الاشتراكي الروسي (البلاشفة). خلال الحرب الأهلية، شارك في الدفاع عن أستراخان. ومن عام 1918 إلى عام 1931 تم تعيين أفندييف في العديد من المناصب: مفوض شؤون المسلمين عبر القوقاز التابع للمفوضية الشعبية للقوميات في جمهورية روسيا الاتحادية الاشتراكية السوفيتية، ونائب رئيس المكتب المركزي للمنظمة الشيوعية لشعوب الشرق في اللجنة المركزية للحزب الشيوعي الروسي (ب) (الحزب الشيوعي الروسي للبلاشفة)، 1920-1921، وعضو اللجنة التنفيذية لمجلس باكو، والمفوض الاستثنائي للجنة المركزية الأذربيجانية KP (ب)، ومفوض مقاطعة غانجا (قاد قمع التمرد ضد البلشفية في كنجه)، وعضو اللجنة التنفيذية المركزية، ومفوض الشعب للأراضي، ومفوض الشعب للمفوضية الثورية لجمهورية أذربيجان الاشتراكية السوفيتية، وعضو اللجنة المركزية لـVKP (ب) (الحزب الشيوعي لعموم الاتحاد للبلاشفة)، عضو اللجنة الإقليمية عبر القوقاز لـVKP (ب) (الحزب الشيوعي لعموم الاتحاد للبلاشفة)، عضو مكتب اللجنة المركزية للحزب الشيوعي الأذربيجاني (ب)، وعضو اللجنة التنفيذية المركزية لاتحاد الجمهوريات الاشتراكية السوفيتية، ونائب رئيس ومنذ عام 1931 رئيس اللجنة التنفيذية المركزية لجمهورية أذربيجان الاشتراكية السوفيتية، وأحد رؤساء اللجنة التنفيذية المركزية لجمهورية ما وراء القوقاز الاشتراكية السوفيتية.
كما كتب لـZhizn 'Natsional'nostei.
أثناء التطهير الكبير، تم القبض على أفندييف، بتهمة التآمر ضد الدولة السوفيتية، وحُكم عليه بالإعدام وأُعدم في باكو في 21 أبريل 1938. في عام 1956 تمت تبرئته بعد وفاته.